# Cosmosoma aleus
Cosmosoma aleus là một loài bướm đêm thuộc phân họ Arctiinae, họ Erebidae.